# Nurzaniec kaukaski
Nurzaniec kaukaski (Pelodytes caucasicus) – gatunek płaza bezogonowego z rodziny nurzańcowatych (Pelodytidae).

## Taksonomia
Nurzaniec kaukaski jest jednym z czterech gatunków nurzańców (Pelodytes) wyodrębnionych w odrębną rodzinę nurzańcowatych. Rozwiązanie takie proponowali już w 1986 Engelman i Günther, bazując na morfologii i osteologii. Optowali za tym także Baran i Atatür (1998), Franzen (1999), Tarkhnishviliand Gökhelashvili (1999) oraz Maglia (1993). Obecnie przemawiają za tym m.in. badania serologiczne krwi z 2006 roku polegające na porównaniu próbek z pochodzącymi od grzebiuszki syryjskiej (Pelobates syriacus). Dzięki zastosowaniu elektroforezy z użyciem poliakrylamidu i metod densytometrycznych wykryto liczne różnice o charakterze zarówno ilościowych, jak i jakościowym, przesądzające o odrębności nurzańca. Wcześniej umieszczano go nie tylko w obrębie rodziny grzebiuszkowatych (Pelobatidae), ale nawet włączano do podrodziny Pelobatinae.

## Morfologia
Zaokrąglona źrenica ustawia się pionowo. Obecna jest błona bębenkowa.
Grzbiet zwierzęcia utrzymuje się w barwach oliwkowej, ciemnozielonej, brązowej i szarej, występuje na nim ciemniejsze, rzadko czerwone, plamkowanie i ułożone w uporządkowany sposób gruczoły. Brzuszna strona ciała zachowuje jednolitą szarość. Mostek kostnieje.
Niewielka błona pławna łączy z sobą palce o małych zaokrąglonych guzkach śródstopowych.

## Występowanie
Zwierzę to występuje w Federacji Rosyjskiej, Gruzji i Azerbejdżanie, a także w Turcji. W północnym Kaukazie jest najliczniejszy.
Zasiedla lasy liściaste, iglaste i mieszane, zamieszkując głównie brzegi zbiorników czystej wody, zarówno stojącej, jak i płynącej. Preferuje tereny ciemne i chłodne.

## Tryb życia
Płaz ten zapada w sen zimowy, przy czym może to nastąpić już we wrześniu albo dopiero w listopadzie. Budzi się on natomiast z niego w kwietniu, by już w następnym miesiącu brać udział w reprodukcji.
Osobniki tego gatunku dożywają średnio 9 lat.

## Rozmnażanie
Samce posiadają worki rezonansowe. Wykształcają też na sezon rozrodczy specjalne twory na tułowiu i kończynach aż do pierwszych dwóch palców. Ich grzbiety, boki, a nawet brzegi żuchwy pokrywają małe zrogowaciałe kolce, deseń staje się ciemniejszy, a charakterystyczny wzór zanika. Jaśniejsze od nich samice posiadają czerwone akcenty zarówno na grzbietowej, jak i brzusznej stronie swego ciała.
Nurzańcowate te rozmnażają się od maja aż do grudnia, najintensywniej w czerwcu i lipcu, przy czym różne osobniki robią to w różnym czasie nawet w tym samym zbiorniku wodnym. Samce, spędzając dzień nad powierzchnią na roślinności, wracają do wody nocą, by przez pierwszą jej połowę nawoływać płeć przeciwną, która zjawia się w miejscu godów później. Każda samica składa raz w roku jaja upakowane w różnej wielkości grona liczące od 80 do aż 750 sztuk i otoczone śluzem.
Z jaj wylęgają się larwy zwane kijankami, które, mogąc po dwóch czy trzech miesiącach ulec przeobrażeniu w osobniki dorosłe, często zimują w zbiorniku wodnym, czekając na przełom wiosny i lata w następnym roku. Do rozmnażania przystąpią w wieku co najmniej 2–3 lat.

## Pasożyty
Opublikowane w 2009 roku badania tureckich osobników ujawniły bytowanie w ich ciałach następujących pasożytów:
- Gorgodera cygnoides (przywra wnętrzniak)
- Agfa tauricus (nicień, pierwszy raz zanotowany w Turcji)
- Aplectana brumpti (nicień)
- Cosmocerca ornata (nicień)
- Oswaldocruzia filiformis (nicień)
- Rhabdias bufonis (nicień)
- Pseudoacanthocephala caucasicus (kolcogłów, pierwszy raz zanotowany w Turcji)

## Genetyka
Jedna komórka posiada 4,0±0,4 pg DNA ułożonych w 24 chromosomy tworzące 12 par, z których 7 określa się jako duże, a 5 jako małe.

## Status
Zwierzę w niektórych miejscach występuje licznie, osiągając 5–10 dorosłych osobników na 25–100 m² powierzchni zbiornika wodnego.
Człowiek stwarza mu zagrożenia głównie poprzez zatrucie środowiska naturalnego (wymienić tu należy pestycydy), rolnictwo i ruch na drogach.